# Relaciones entre Corea del Norte y Japón
Relaciones Corea del Norte-Japón (en japonés: 日朝関係; en coreano: 조일 관계) son las relaciones diplomáticas establecidas entre la República Popular Democrática de Corea y el Estado del Japón. Las relaciones entre Japón y Corea del Norte no se han establecido formalmente, pero ha habido conversaciones diplomáticas entre los dos gobiernos para discutir el tema de los ciudadanos japoneses secuestrados y el programa nuclear de Corea del Norte.
Según una encuesta del Servicio Mundial de la BBC de 2014, el 91% de los japoneses ven la influencia de Corea del Norte de manera negativa, y solo el 1% expresa una opinión positiva; la percepción más negativa de Corea del Norte en el mundo.

## Normalización de relaciones
A principios de la década de 1990, Japón llevó a cabo largas negociaciones con Corea del Norte con el objetivo de establecer relaciones diplomáticas y mantener sus relaciones con Seúl. En septiembre de 1990, una delegación política japonesa encabezada por el exviceprimer ministro Shin Kanemaru del Partido Liberal Democrático visitó Corea del Norte. Tras las reuniones privadas entre Kanemaru y el líder norcoreano Kim Il Sung, una declaración conjunta emitida el 28 de septiembre pedía a Japón que se disculpara y compensara a Corea del Norte por su período de dominio colonial. Japón y Corea del Norte acordaron iniciar conversaciones dirigidas al establecimiento de relaciones diplomáticas.
En enero de 1991, Japón inició conversaciones de normalización con Pyongyang con una disculpa formal por su dominio colonial de 1910-1945 en la península de Corea. Las negociaciones contaron con el apoyo de Tokio a una propuesta para la entrada simultánea en las Naciones Unidas de Corea del Norte y Corea del Sur; Sin embargo, las cuestiones de la inspección internacional de las instalaciones nucleares norcoreanas y la naturaleza y cuantía de las compensaciones japonesas resultaron más difíciles de negociar.
Pero en 2002 se reunieron el presidente Kim Jong-il con el primer ministro japonés Jun'ichirō Koizumi en Pyongyang, en la denominada "Declaración de Pyongyang Japón-RPDC". En esta reunión Pyongyang reconoció algunos casos de secuestro llevados a cabo por este país en la década de 1970. El gobierno japonés por su parte pidió disculpas por la colonización del país durante los años 1910-1945.
En el año 2019 el primer ministro japonés Shinzo Abe declaró que estaba dispuesto a una normalización total de relaciones entre los dos países.

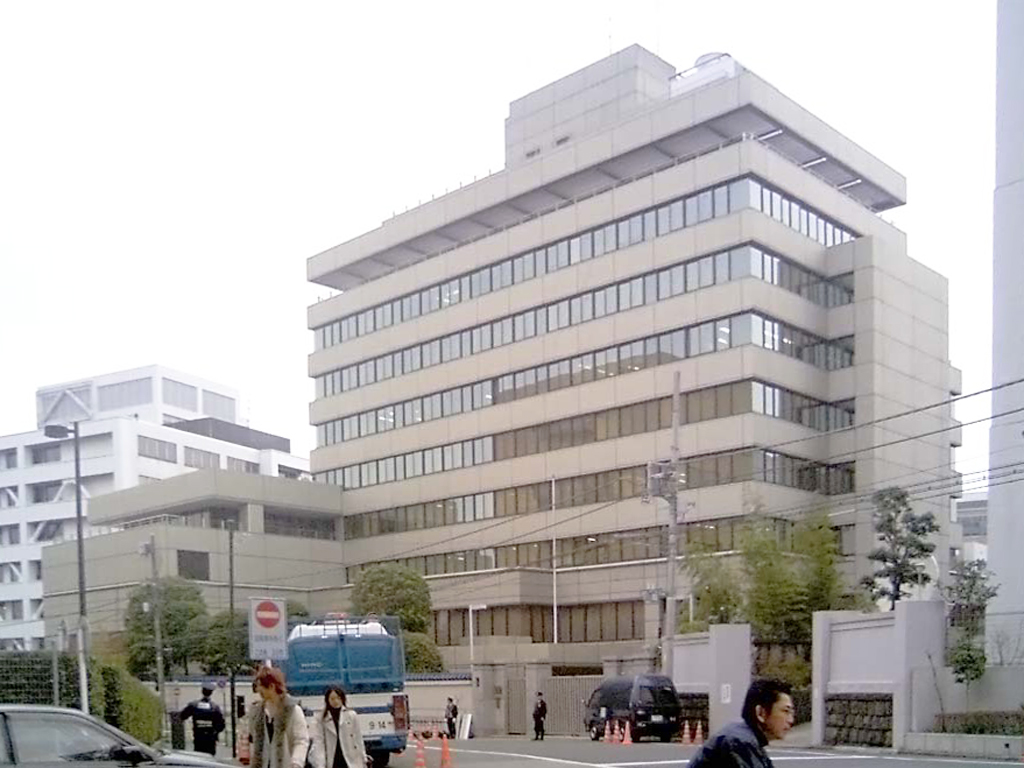
La sede del Chongryon, que funciona como embajada no oficial de Corea del Norte en Japón.

## Chongryon
Chongryon es la segunda organización de residentes coreanos en Japón por detrás de la agrupación Mindan, asociada al Gobierno de Corea del Sur y la integración de los coreanos a la cultura Nipona. La agrupación gestiona escuelas, universidades, negocios, bancos y clubes deportivos juveniles.
También la sede de esta organización funciona como la embajada de facto de Corea del Norte en Japón.